# Sepioteuthis sepioidea
Кари́бский ри́фовый кальма́р (лат. Sepioteuthis sepioidea) — вид кальмаров из семейства Loliginidae. Выделяется плавниками, которые простираются по всей длине тела. Могут выпрыгивать из воды на 2 м и планировать 10 м.

## Ареал
Кальмар встречается по всему Карибскому морю и у Флориды. Держится небольшими косяками на мелководье. Детёныши кальмара живут недалеко от берега на глубине до одного метра среди растительности. Кальмары постарше собираются в морских травах на глубине от нескольких сантиметров до двух метров. Взрослые особи предпочитают открытые воды и живут на глубине до 153 метров. В брачный сезон взрослые кальмары встречаются на глубине от 1,5 до 8 метров.

## Питание
Ежедневно Sepioteuthis sepioidea потребляет 30-60 % собственной массы тела. Как и другие кальмары, Sepioteuthis sepioidea ловит добычу двумя длинными щупальцами, а восемью руками держит пищу у рта. Подобно всем головоногим, Sepioteuthis sepioidea имеет клюв.

## Общение
Кальмары общаются между собой, изменяя цвет и текстуру. Таковые очень быстро меняют цвет кожи, контролируя хроматофоры. Кальмары используют цвет, узоры и мигание для общения друг с другом также в ритуалах ухаживания.

## Размножение
Sepioteuthis sepioidea умирает после размножения. Самки умирают после откладывания яиц, самцы же перед смертью могут оплодотворить несколько самок.
Во время ухаживания самец гладит самку своими щупальцами. Самец может показывать тревогу, но постепенно кальмары успокаиваются, самец обдувает самку водой и мягко уплывает. Самец может неоднократно возвращаться к самке, пока она его не примет. Брачный танец может продолжаться до часа. Самец протягивает самке пакет с репродуктивными клетками, который самка помещает в особый сосуд внутри своего тела. Откладывая яйца, самка умирает. Яйца откладываются в пещерах, щелях и других укромных недоступных местах.